# Pollenia uniapicalis
Pollenia uniapicalis är en tvåvingeart som beskrevs av Fan 1993. Pollenia uniapicalis ingår i släktet vindsflugor, och familjen spyflugor.
Artens utbredningsområde är Yunnan (Kina). Inga underarter finns listade i Catalogue of Life.